# 董裴
董裴，中华人民共和国政治人物、全国脱贫攻坚先进个人。

## 生平
董裴任商都县小海子镇麻尼卜村党支部书记、驻村第一书记，商都县委办公室科长。因在脱贫攻坚战中作出突出贡献，2021年2月25日全国脱贫攻坚总结表彰大会上，董裴被授予“全国脱贫攻坚先进个人”。